# My Rainy Days
My rainy Days (jap. Tenshi no koi) ist ein japanisches Drama von Regisseurin Yuri Kanchiku. Der Film basiert auf dem gleichnamigen Handyroman My rainy Days. Nozomi Sasaki und Shosuke Tanihara spielen darin die Hauptrollen. Der Film war Sasakis Kinodebüt.

## Geschichte
Der Film handelt von der siebzehnjährigen Studentin Rio Ozawa. Wegen ihrer traumatischen Vergangenheit kümmert sie sich um nichts mehr und ist nur noch an Geld interessiert. Deshalb arbeitet sie mehr oder weniger als Prostituierte.
Als sie durch ein Missgeschick ihres Photographs auf den 35-jährigen Lehrer Kouki Ozawa trifft, verliebt sie sich in ihn und verändert sich. Sie verfolgt Kouki und fragt ihn nach einem Date. Kouki ist dadurch zunächst verwirrt und lehnt aus einem bestimmten Grund ab. Jedoch gibt Rio nicht auf, nimmt sogar Nachhilfe bei ihm und schlägt ihm einen Deal vor. Sollte sie in ihrer Geschichtsklausur alle Punkte erreichen, bekommt sie ein Date mit ihm. Obwohl sie nur 99 von 100 Punkten erreicht, trifft sich Kouki mit ihr.
Rio verbringt eine Nacht mit ihm, ehe er auf eine neue Schule wechselt. Da Rio dies nicht wusste, helfen ihr ihre Freundinnen es herauszufinden. Als die beiden sich schließlich treffen, macht er ihr klar, dass sie nicht zusammengehören, obwohl er den wirklichen Grund verschweigt. Als er dann kurz nach Rios Abreise kollabiert, rettet sie ihm das Leben und fährt ihn ins Krankenhaus. Rio gibt sich als seine Verwandte aus, um den Grund für den Zusammenbruch zu erfahren. Kouki hat schon vor einigen Jahren einen Hirntumor erlitten, der nur schwer heilbar scheint. Als beide dies besprechen, gesteht auch Kouki ihr seine Liebe.
Der einzige Weg für eine Heilung sei eine Operation, die Gedächtnisverlust verursachen kann. Obwohl Kouki es nicht will, überredet Rio ihn zur Operation.
Nach seiner Operation treffen die beiden sich am Bahnhof nach Tokio. Zunächst scheint Kouki Rio nicht zu erkennen. Dann erkennt er, wie sehr sie verletzt ist, und umarmt sie. Ob er sich an sie erinnert, bleibt jedoch offen.

## Kritiken
Laut japanischer Medien spielte der Film über US$ 1,090,202 in vier Ländern ein. Damit zählt der Film als Erfolg, sodass er später auch noch als Blu-Ray erschienen ist.
Der Film bekam übereinstimmend gute Kritiken. Nihon Review gab ihm 7/10 Punkte, AsiamovieWeb 6/8 Punkten. Fazit von Asiamovieweb:
„‚My Rainy Days‘ hätte Potential zu noch mehr gehabt, bleibt aber stellenweise einfach zu oberflächlich. Dennoch funktioniert das Romantikdrama dort, wo es soll. Mehr braucht es für eine Empfehlung, wenn man ehrlich ist, auch nicht.“

## Soundtrack
1. „I’m the One (Prologue)“  	indigo blue	3:03
2. „Blue Souls“  	indigo blue	1:22
3. „I’m the One“  	indigo blue	3:13
4. „Humming Angel“  	indigo blue	2:22
5. „My Rainy Days“  	Zentaro Watanabe	3:00
6. „Gone Away“  	indigo blue	2:03
7. „Wish part2“  	Zentaro Watanabe	1:53
8. „Walking in the Sun“  	indigo blue	1:14
9. „Green Fields“  	indigo blue	2:02
10. „Popping Candy“  	indigo blue	1:32
11. „All I feel“  	indigo blue	1:19
12. „Cold Wind“  	indigo blue	2:38
13. „Believe In“  	Zentaro Watanabe	1:47
14. „Innocent“  	Zentaro Watanabe	2:09
15. „Allure“  	indigo blue	2:33
16. „海辺で“  	indigo blue	2:29
17. „She Doesn’t Know“  	indigo blue	1:46
18. „Memories“  	Zentaro Watanabe	3:35
19. „Wish“  	Zentaro Watanabe	4:47
20. „Far away“  	Zentaro Watanabe	2:32
21. „Waltz“  	Love Psychedelico